# Ulica Odrzańska we Wrocławiu
Ulica Odrzańska – jedna z ulic ścisłego średniowiecznego centrum Wrocławia, na Starym Mieście, przedłużenie zachodniej pierzei Rynku. Łączy dziś północno-zachodni narożnik Rynku na południu z ulicą Grodzką i liczy około 200 metrów. Przedłużeniem Odrzańskiej na północ, poza Odrę, są Mosty Pomorskie, prowadzące do ulicy Pomorskiej.
Przy skrzyżowaniu z ulicą św. Mikołaja, w sąsiedztwie Rynku, znajduje się gotycki kościół św. Elżbiety.
Do rejestru zabytków wpisane są:
- kamienica z końca XVIII w., ul. Odrzańska 1
- kamienica z XVIII w., ul. Odrzańska 2
- Kamienica Pod Białym Niedźwiedziem z XVIII w., ul. Odrzańska 7
- kamienica z XVIII/XIX w., ul. Odrzańska 8
- kamienica z XVIII w., ul. Odrzańska 9
- kamienica z XVIII w., ul. Odrzańska 10
- kamienica z XVII w., ul. Odrzańska 13
- 2 domy altarystów z XVIII w., ul. Odrzańska 39-40